# Palutrus
Palutrus là một chi của Họ Cá bống trắng

## Các loài
Chi này hiện hành có các loài sau đây được ghi nhận:
- Palutrus meteori (Klausewitz & Zander, 1967) (Meteor goby)
- Palutrus pruinosa (D. S. Jordan & Seale, 1906) (Pruinosa goby)
- Palutrus reticularis J. L. B. Smith, 1959
- Palutrus scapulopunctatus (de Beaufort, 1912)